# Jean-François-Paul-Émile d'Oultremont
Jean-François-Paul-Émile, comte d'Oultremont et de Warfusée, baron de Han, né à Liège le 20 avril 1679 et mort au château de Warfusée le 22 novembre 1737 , est un militaire et homme politique.

## Biographie
Il est le fils de Jean-Baptiste d'Oultremont, chanoine de Notre-Dame de Huy, puis baron de Han-sur-Lesse, seigneur de Laminne, de Chevelogne, d'Oultremont, pair du duché de Luxembourg, et de Marie-Jacqueline de Berlaymont, dame de Thiribu.
Il épousa en 1707 Marie-Isabelle de Bavière de Schagen, fille de Floris Carel de Bavière-Schagen (nl). Ils eurent huit enfant dont Charles-Nicolas d'Oultremont qui devint prince-évêque de Liège, et Jean d'Oultremont. Il est également le grand-père du comte Florent-Théodore de Berlaymont.
Jean-François-Paul-Émile et Marie-Isabelle sont les ancêtres de l'actuelle famille d'Oultremont.
En 1731, il devient le premier membre de la famille d'Oultremont à porter le titre de comte.
En vertu de ses possessions, il devient pair du duché de Luxembourg.
Membre de l'État noble de Liège.
Grand bailli de Moha à la suite de son frère, Jean-Baptiste d'Oultremont.

### Biographie
- Maurice Yans, « Oultremont (Jean-François-Paul-Émile, comte d') », dans Biographie Nationale, t. 33, Bruxelles, Académie royale des sciences, des lettres et des beaux-arts de Belgique, 1965 (ISSN 0770-7150, lire en ligne), p. 561-563.